# طلاء مضيء

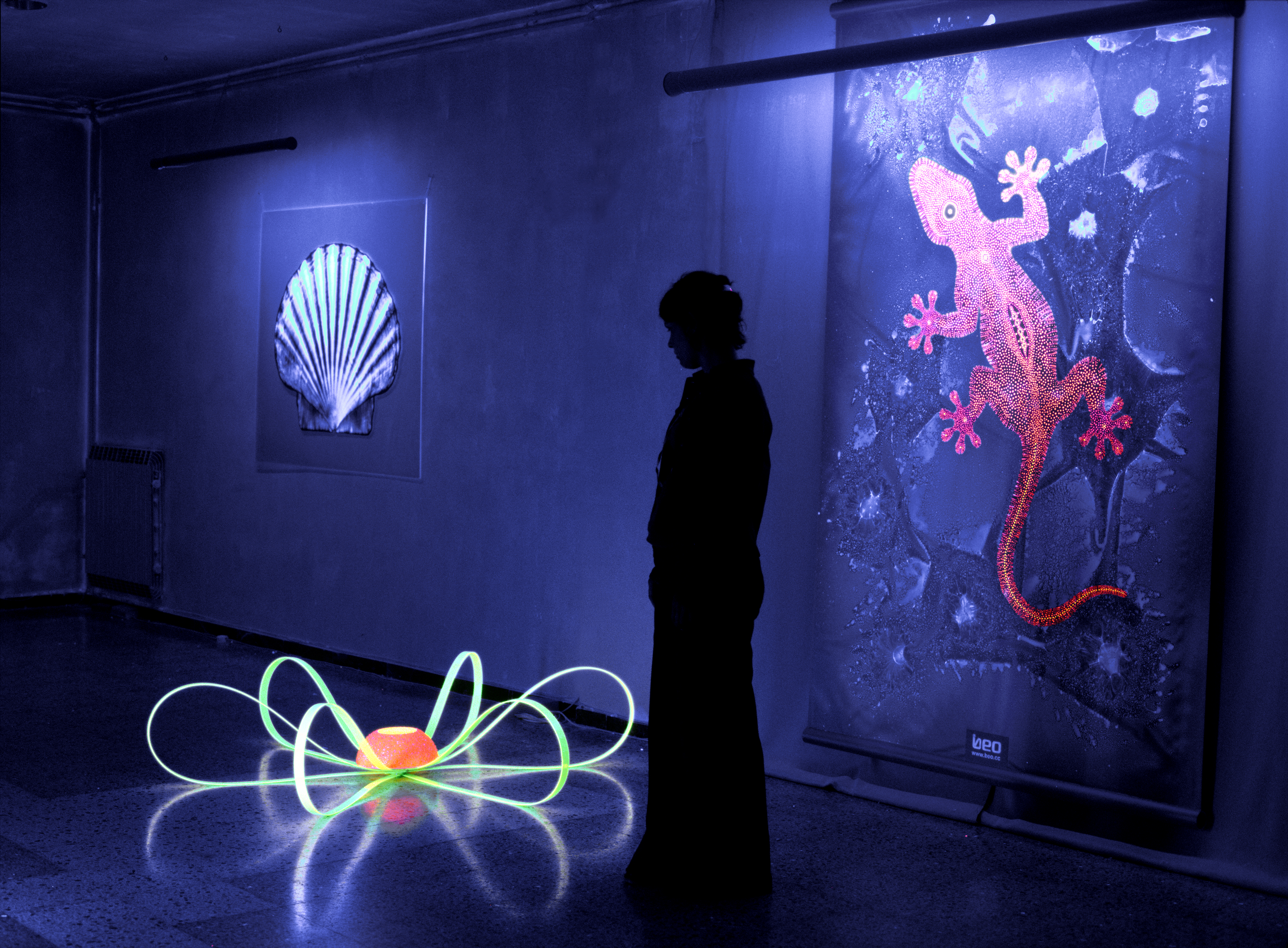
طلاء فلورسنتي متلألئ مستخدم في الفن المعاصر.

الطلاء المشع أو الطلاء المضيء، هو طلاء ذو خصائص ضيائية، وبعبارة أخرى، فهو يصدر طيف مرئي من ضوء، بواسطة تألق فسفوري، أو ضيائية إشعاعية.

## طلاء فلورسنتي
الطلاء المتألق يعطي طائفة واسعة من الخضاب والألوان التي تتوهج عند تعرضها لموجة طويلة من أشعة فوق بنفسجية. وتوجد ترددات الأشعة فوق البنفسجية في ضوء الشمس وبعض الأضواء الاصطناعية، لكنها تعرف مع بعض الطلاءات التي تستخدمها بالضوء الأسود وتأثيرات الضوء الأسود.

## الطلاء الفسفوري
عادة ما يسمى الطلاء الفسفوري بالطلاء المتوهج في الظلام. ويصنع من فسفورات ككبريتيد الزنك المنشط بالفضة، أو ألومينات السترونتيوم المشوب، ويتوهج بضوء أخضر شاحب إلى ضوء أزرق مخضر. تشبه آلية إنتاج الضوء ما يحدث في الطلاء الفلورسنتي، لكن انبعاث الضوء المرئي يستمر لفترة طويلة بعد تعرض الطلاء للضوء. للطلاء الفسفوري المضيء توهج مطرد يستمر لغاية 12 ساعة بعد تعرضه للضوء، ويتلاشى بمرور الوقت.
استخدم هذا النوع من الطلاء في تحديد مسارات النجاة للطائرات في المطارات، وللزخرفة كرسم النجوم على السقوف والجدران. وهو بديل عن استخدام الطلاء الإشعاعي. 
يمكن استخدامه للكشف عن درجات الحرارة أو مقياس للتآكل، ويعرف في هذه الحالة باسم «قياس حرارة فسفوري».

## الطلاء الإشعاعي
يتضمن الطلاء الإشعاعي اضمحلال نشاط إشعاعي لنظير (نويدة مشعة) مع مادة ضيائية إشعاعية. تكون النظائر المختارة عبارة عن بواعث قوية وسريعة (اضمحلال بيتا) للإكترونات، وهي مفضلة لأن هذا الإشعاع لن يتمكن من اختراق المادة التي تحويه. سيتوهج الطلاء الإشعاعي دون التعرض للضوء إلى أن ينتهي النظير المشع (أو يضمحل الفوسفور)، وهذا يستغرق سنوات عديدة. وبالتالي تسمى هذه المواد أحياناً بالمواد ذاتية الإضاءة.
نظراً لاعتبارات تتعلق بالسلامة والتشريعات المتشددة، تستخدم المنتجات الاستهلاكية كالساعات المواد الفسفورية بشكل متزايد بدلاً من المواد الإشعاعية. لكن ربما لا يزال الطلاء الإشعاعي مفضلاً في بعض التطبيقات كساعات الغوص.

### الراديوم

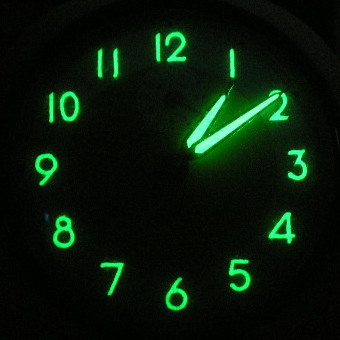
ساعة راديوم تعود لعقد الخمسينيات، تعرّض لضوء أسود لزيادة الإضاءة.

اخترع الطلاء الإشعاعي عام 1908 وقد استخدم في الأصل راديوم-226. لم تكن سمية الراديوم معروفة آنذاك، لذا فقد انتشر استخدام طلاء الراديوم على نطاق واسع، على سبيل المثال، في الساعات ومعدات الطائرات. خلال فترة عقدي العشرينيات والثلاثينيات من القرن الماضي، أصبحت الآثار الضارة لهذا الطلاء واضحة على نحو متزايد. فقد ظهرت قصة «فتيات الراديوم» إلى العلن، وهن مجموعة من النساء قمن بطلاء ساعات اليد، ومن ثم تعرضن لمخاطر صحية جراء الابتلاع. ومن المسلم به أن طلاء الراديوم يتطلب عناية كبيرة وحذر عند الاستخدام والصيانة والتخلص منه لتجنب حدث حالات خطرة.
يستخدم طلاء الراديوم فسفور كبريتيد الزنك، المشوب مع النحاس، للحصول على الضوء الأخضر، والمشوب مع الفضة للحصول على الضوء الأزرق المخضر، واستخدم مغنيسيوم النحاس للحصول على الضوء الأصفر البرتقالي. ينحل الفسفور بسرعة أكبر نسبياً، وتفقد ميناء الساعة اللمعان خلال عدة سنوات، وقد يمتد ذلك لعدة عقود، وذلك على الرغم من أن عمر النصف للنظير RA-226 يصل إلى 1600 عام. هذا يعني أن الساعات والأجهزة الأخرى الموجودة في محلات التحف وغيرها لم تعد مضيئة على الرغم من أنها لا تزال مشعة، ويمكن تحديد ذلك باستخدام عداد غايغر. يمكن تجديد ميناء الساعة بإضافة طبقة رقيقة جداً من الفسفور دون استخدام محتوى راديومي.